# 夜姫
『夜姫』（よるひめ）は、千之ナイフの短編漫画作品及び初期短編漫画作品集、または作中に登場する架空の魔物の種族。この項では主に初期短編漫画作品集について解説する。

## 概要
短編集は1982年9月発売の久保書店版（ワールドコミックススペシャル（B6判））と1997年1月発売のシュベール出版版（シュベール文庫（文庫版））が存在し、それぞれ収録している作品に違いがある。ワールドコミックス版はレイティング無し（発売当時は成年コミックにおけるレイティングの法規制が存在しなかったため）で一般作品として発売されたが、シュベール文庫版が発売された際に成人指定がされた。収録作品は81年から83年にかけて成人向け漫画雑誌にて発表された作品である。

## 作風
デビュー当初からの千之ナイフ作品の特徴である耽美的な絵柄や独自性・芸術性の高い作画やストーリーが最大の特徴。また、ギャグ（ギャグ的表現）やパロディ要素のある作品も存在し、デビュー当初からの彼の多才さが覗える。
かつてアシスタントを務めていた松本零士から影響を受けたであろうSF・ファンタジー的な作品や、容姿・名前の同じキャラクターが設定を変え、様々な作品に登場するスター・システムを用いた連作も初期作品のひとつの特徴である。当該作品集では夜姫（「儀式 －ぎしき－」、「鏡 －かがみ－」 ）、小紅（こべに）（「小紅の涙」、「お化け夜道」（名前は出ていないが、主人公の少女が小紅と同じ容姿）、「空中楼閣の魔術師」）、妖（あや）ちゃん、魔鏡、たま様（「不思議な走馬灯」、「空中楼閣の魔術師」シリーズ、「鬼ヶ島ファンタジー」、「ドグラ・マグラ」）、千面鬼（せんめんき）（「空中楼閣の魔術師」シリーズ ）がスターシステムに該当するキャラクターである。

## 収録作品
カッコ内は初出雑誌名と発表年代・掲載月

### 久保書店版
- 儀式 －ぎしき－（レモンピープル／1981年11月）
- 鏡 －かがみ－（レモンピープル／1982年2月）
- 雪姫
- 木彫りの人魚
- 人形娼館の夜（ムサシ／1981年12月）
- からくり座敷（ムサシ／1981年2月）
- 鏡子の涙（漫画ハンター／1982年1月）
- からくり座敷の少女（ヤングキッス／1982年2月）
- ちづるの夢（ヘイ!バディー／1982年3月）
- 見世物塾（ヘイ!バディー／1982年4月）
- 対談（内山亜紀&千之ナイフ）

### シュベール出版版
- 儀式 －ぎしき－（レモンピープル／1981年11月）
- 鏡 －かがみ－（レモンピープル／1982年2月）
- 人形娼館の夜（ムサシ／1981年12月）
- からくり座敷（ムサシ／1981年2月）
- 鏡子の涙（漫画ハンター／1982年1月）
- からくり座敷の少女（ヤングキッス／1982年2月）
- 小紅の涙（ヘイ!バディー／1982年8月）
- お化け夜道（レモンピープル／1982年9月）
- 万華鏡（アリス・スペシャル／1983年1月）
- 不思議な走馬灯（レモンピープル／1982年7月）
- 空中楼閣の魔術師 妖ちゃんSOS（レモンピープル／1982年8月）
- 鬼ヶ島ファンタジー 妖ちゃんSOS（レモンピープル／1982年10月）
- ドグラ・マグラ（レモンピープル／1982年12月）
- 怒暗城奇譚 －空中楼閣の魔術師II－（レモンピープル／1983年5～8月）